# Anders Limpar
Anders Erik Limpar (Solna, Suecia, 24 de septiembre de 1965) es un exfutbolista sueco con ascendencia húngara. Se desempeñaba como centrocampista y fue internacional con la selección de fútbol de Suecia en los años 80 y 90.

## Carrera internacional
En total, Limpar ganó 58 partidos con Suecia, marcando 6 goles. Fue miembro de una de las selecciones suecas más exitosas de la historia, el equipo que terminó tercero en la Copa Mundial de la FIFA Estados Unidos 1994. Sin embargo, no tuvo un papel importante durante el torneo, haciendo sólo una aparición como suplente, en el partido por el tercer puesto. 

## Carrera de Coaching
Limpar comenzó como entrenador del equipo juvenil de Djurgårdens IF. En octubre de 2008, a la edad de 43 años, jugó un partido único con el equipo de reserva del Sollentuna United en el puesto de lateral izquierdo. 

## Clubes
| Club              | País           | Año         | Partidos | Goles |
| IF Brommapojkarna | Suecia         | 1981 - 1986 | 77       | 20    |
| Örgryte IS        | Suecia         | 1986 - 1988 | 47       | 9     |
| BSC Young Boys    | Suiza          | 1988 - 1989 | 27       | 7     |
| US Cremonese      | Italia         | 1989 - 1990 | 24       | 3     |
| Arsenal FC        | Inglaterra     | 1990 - 1994 | 96       | 17    |
| Everton FC        | Inglaterra     | 1994 - 1997 | 66       | 5     |
| Birmingham City   | Inglaterra     | 1997        | 4        | 0     |
| AIK Solna         | Suecia         | 1998 - 1999 | 22       | 2     |
| Colorado Rapids   | Estados Unidos | 1999 - 2000 | 36       | 3     |
| Djurgårdens IF    | Suecia         | 2000        | 0        | 0     |
| IF Brommapojkarna | Suecia         | 2001 - 2002 | ¿?       | ¿?    |
| Sollentuna United | Suecia         | 2008        | 0        | 0     |

## Palmarés
Arsenal FC
- Football League First Division: 1990-91
- FA Cup: 1993
- Copa de la Liga de Inglaterra: 1993
- FA Community Shield: 1991
- Recopa de Europa: 1994

Everton FC
- FA Cup: 1995
- FA Community Shield: 1995

AIK Solna
- Copa de Suecia: 1999

- Datos: Q460375
- Multimedia: Anders Limpar / Q460375